# Страховая пенсия по инвалидности
Страховая пенсия по инвалидности — это ежемесячная денежная выплата, назначаемая гражданам, признанным в установленном порядке инвалидами, на период установления инвалидности, имеющим соответствующий страховой стаж (если человек отработал хотя бы день) и отвечающим условиям пенсионного законодательства, и выплачиваемая за счет средств Социального Фонда России и ассигнований из государственного бюджета.

## Установление инвалидности

### Условия установления инвалидности
К условиям установления инвалидности следует отнести:
а) нарушение здоровья со стойким расстройством функций организма, обусловленное заболеваниями, последствиями травм или дефектами;
б) ограничение жизнедеятельности (полная или частичная утрата гражданином способности или возможности осуществлять самообслуживание, самостоятельно передвигаться, ориентироваться, общаться, контролировать свое поведение, обучаться или заниматься трудовой деятельностью);
в) необходимость в мерах социальной защиты, включая реабилитацию и абилитацию.

### Порядок установления инвалидности
Гражданин направляется на медико-социальную экспертизу медицинской организацией независимо от ее организационно-правовой формы, органом, осуществляющим пенсионное обеспечение, либо органом социальной защиты населения.
Медицинская организация направляет гражданина на медико-социальную экспертизу после проведения необходимых диагностических, лечебных и реабилитационных или абилитационных мероприятий при наличии данных, подтверждающих стойкое нарушение функций организма, обусловленное заболеваниями, последствиями травм или дефектами. При этом в направлении на медико-социальную экспертизу, форма которого утверждается Министерством труда и социальной защиты Российской Федерации и Министерством здравоохранения Российской Федерации, указываются данные о состоянии здоровья гражданина, отражающие степень нарушения функций органов и систем, состояние компенсаторных возможностей организма, а также результаты проведенных реабилитационных или абилитационных мероприятий.
Орган, осуществляющий пенсионное обеспечение, а также орган социальной защиты населения вправе направлять на медико-социальную экспертизу гражданина, имеющего признаки ограничения жизнедеятельности и нуждающегося в социальной защите, при наличии у него медицинских документов, подтверждающих нарушения функций организма вследствие заболеваний, последствий травм или дефектов.
Форма соответствующего направления на медико-социальную экспертизу, выдаваемого органом, осуществляющим пенсионное обеспечение, или органом социальной защиты населения, утверждается Министерством труда и социальной защиты Российской Федерации.
Медицинские организации, органы, осуществляющие пенсионное обеспечение, а также органы социальной защиты населения несут ответственность за достоверность и полноту сведений, указанных в направлении на медико-социальную экспертизу, в порядке, установленном законодательством Российской Федерации.
В случае если медицинская организация, орган, осуществляющий пенсионное обеспечение, либо орган социальной защиты населения отказали гражданину в направлении на медико-социальную экспертизу, ему выдается справка, на основании которой гражданин (его законный или уполномоченный представитель) имеет право обратиться в бюро самостоятельно.
Специалисты бюро проводят осмотр гражданина и по его результатам составляют программу дополнительного обследования гражданина и проведения реабилитационных или абилитационных мероприятий, после выполнения которой рассматривают вопрос о наличии у него ограничений жизнедеятельности.

## Исчисление страховой пенсии по инвалидности
Размер трудовой пенсии по инвалидности (в дальнейшем — ТП по инвалидности) и порядок исчисления ее суммы изменился с 1 января 2010 г. Теперь размер устанавливается в зависимости от группы инвалидности и определяется по формуле.
П = РПК / (Т × К) + Б,
где П — размер СП по инвалидности; РПК — сумма расчетного пенсионного капитала застрахованного лица (инвалида), учтенного по состоянию на день, с которого ему назначается данная пенсия. Иначе говоря, РПК, валоризация и пр. определяются в порядке, аналогичном при назначении СП по старости; Т — количество месяцев ожидаемого периода выплаты СП по старости; К — отношение нормативной продолжительности страхового стажа (в месяцах) по состоянию на указанную дату к 180 мес. Нормативная продолжи- тельность страхового стажа до достижения инвалидом возраста 19 лет составляет 12 мес. и увеличивается на 4 мес. за каждый полный год возраста начиная с 19 лет, но не более чем до 180 мес. Данное отношение продолжительности стажа можно представить в виде следующей формулы
К = (12 + {В − 18} × 4) / 180,
где В — возраст инвалидности на момент установления ему трудовой пенсии по инвалидности; Б — фиксированный базовый размер трудовой пенсии по инвалидности. Фиксированный базовый размер трудовой пенсии по инвалидности (в дальнейшем — БР трудовой пенсии по инвалидности) дифференцируется в зависимости от группы инвалидности, наличия нетрудоспособных иждивенцев и их числа, места проживания, стажа работы инвалида в определённых регионах страны. Фиксированный БР трудовой пенсии по инвалидности лиц, не имеющих на иждивении нетрудоспособных членов семьи, будет ниже, чем у тех инвалидов, у которых есть на иждивении нетрудоспособные граждане.
Фиксированный БР трудовой пенсии по инвалидности гражданам, проживающим в районах Крайнего Севера и приравненных к ним местностях, увеличивается на соответствующий районный коэффициент, устанавливаемый Правительством РФ в зависимости от района (местности) проживания, на весь период проживания указанных лиц в этих районах (местностях). При их переезде на новое место жительства в другие районы Крайнего Севера и приравненные к ним местности, в которых установлены иные районные коэффициенты, БР трудовой пенсии определяется с учетом размера районного коэффициента по новому месту жительства. При выезде граждан за пределы районов Крайнего Севера и приравненных к ним местностей на новое место жительства БР трудовой пенсии определяется на общих основаниях. БР трудовой пенсии по инвалидности лицам, проработавшим не менее 15 календарных лет в районах Крайнего Севера и имеющим страховой стаж не менее 25 лет у мужчин или не менее 20 лет у женщин, не имеющим на иждивении нетрудоспособных членов семьи, устанавливается в повышенных суммах. Такое же правило применяется относительно БР трудовой пенсии по инвалидности лицам, проработавшим не менее 20 календарных лет в местностях, приравненных к районам Крайнего Севера, и имеющим страховой стаж не менее 25 лет у мужчин или не менее 20 лет у женщин, не имеющим на иждивении нетрудоспособных членов семьи, но БР будет несколько ниже, чем в районах Крайнего Севера.

## Назначение страховой пенсии
Трудовая пенсия по инвалидности назначается со дня признания гражданина инвалидом, если обращение за нею последовало не позднее чем через 12 мес. с этого дня.
С 1 января 2010 г. устанавливается период получения страховой пенсии по инвалидности, но в пределах пенсионного возраста, установленного Законом о трудовых пенсиях. Следовательно, по достижении возраста 65 лет для мужчин или 60 лет для женщин выплата трудовой пенсии по инвалидности прекращается, если у инвалида имеется страховой стаж, дающий право на получение трудовой пенсии по старости (не менее 5 лет). Это означает, что он подлежит переводу на страховой пенсии по старости без истребования от него заявления о назначении трудовой пенсии по старости на основании данных, имеющихся в распоряжении пенсионного органа. При этом пенсионный орган в течение 10 дней со дня вынесения решения о назначении трудовой пенсии по старости извещает данное лицо об этом.